# وردل (نبراسکا)
وردل(به انگلیسی: Verdel) شهری در ایالت نبراسکا کشور ایالات متحده آمریکا است که جمعیت آن در سرشماری سال ۲۰۱۰ میلادی، ۳۰ نفر بوده‌است.